# Sorano
Sorano es una ciudad italiana de 3322 habitantes de la provincia de Grosseto en Toscana.

## Geografía
El territorio municipal de Sorano se extiende por la parte oriental del Área del Tufo. Limita al norte con el municipio de Castell'Azzara, al este con las ciudades de Acquapendente, Proceno, Onano y Latera, al sur con la ciudad de Pitigliano y al oeste con las ciudades de Manciano y Semproniano.
La capital municipal se ubica a 379 S.n.m. sobre un acantilado de toba que, desde el este, domina un tramo del curso del río Lente. Está localizado en el centro de un territorio de colinas, intercaladas con valles. La zona de menor altitud se encuentra en el Pianetto di Sovana, cerca de la localidad del mismo nombre, con una altitud alrededor de 270 metros, mientras que las zonas de mayor altitud, de tipo montañoso, son la cumbre donde se encuentra la aldea de Montevitozzo (926 metros) y en el Monte Elmo (829 metros), dos cotas que destacan claramente en el paisaje montañoso.
Los principales ríos son el río Fiora, que delimita el territorio municipal al oeste y que fluye de norte a sur, y el río Lente, su afluente por la izquierda, que nace dentro del territorio municipal de Sorano. Los cursos de agua menores suelen ser de carácter torrecial.
Una serie de fuentes de aguas termales, conocidas como Termas de Sorano, fluyen a lo largo de un arroyo que corre a unos 3 o 4 km al sur del centro de la ciudad.
- Clasificación sísmica: zona 2 (sismicidad media-alta), Ordenanza PCM 3274 de 20/03/2003

### Clima
Al presentar diferentes microclimas en las distintas zonas en función a la altitud y a la exposición, el territorio municipal de Sorano se caracteriza por unas mínimas muy bajas en invierno muy bajas y unas máximos muy altas en verano. La capital municipal registra una suma de 2048 grados por día, lo que la clasifica dentro la zona D y esto permite que los sistemas de calefacción se puedan encender del 1 de noviembre hasta el 15 de abril, un máximo de 12 horas diarias.
De acuerdo a los datos recogidos durante el periodo de treinta años que transcurre de 1961 a 1990, la temperatura media del mes más frío, enero, fue de 4.5 °C, mientras que en los meses más calurosos, julio y agosto, es de +21.1 °C.
Las precipitaciones medias anuales son de 1190 mm, distribuidos en 81 días de lluvia, con un mínimo relativo en verano, un pico en otoño y un mínimo secundario en invierno. El número de días lluviosos es casi idéntico en invierno, primavera y otoño. El alto valor acumulado se debe a la ubicación geográfica, en una cuenca entre montañas, que tiende a favorecer precipitaciones de intensidad moderada o fuerte.
- Clasificación Climática: zona D, 2048 GG
- Difusión Atmosférica: alta, Ibimet CNR 2002

## Historia
Sorano nació como una posesión de la familia Aldobrandeschi, pero el territorio municipal ya estaba habitado desde el período etrusco, como lo demuestran los notables hallazgos de asentamientos antiguos y necrópolis. Después del matrimonio entre Anastasia, la última heredera de los Aldobrandeschi y Romano Orsini en 1293, el control de Sorano pasó a la casa de Orsini. El centro siguió las vicisitudes históricas y políticas del cercano Pitigliano, donde se ubicaba la residencia de los condes, y los Orsini se comprometieron a fortalecerlo brindándole fortificaciones efectivas, lo que convirtió a Sorano en un refugio seguro contra los ataques enemigos. De hecho, varias veces durante el siglo XV, los sieneses sitiaron la fortaleza de Sorano, logrando ocuparla solo en 1417. En 1556, Sorano pasó a manos de los Medici, quienes la incorporaron en el Gran Ducado de Toscana junto a la cercana Pitigliano.

### Símbolos
El emblema de Sorano consiste en un escudo samnita blanco en el que se representa un castillo coronado por una cruz de oro. El escudo de armas tiene el siguiente blasón oficial: «Plata al castillo de siete torres de oro, coronado por una cruz de la misma».

## Monumentos y lugares de interés

### Arquitectura religiosa

#### Iglesias parroquiales
- Colegiata de San Nicolás, datada en 1276, sufrió profundas reformas en diferentes épocas. La mayor parte de su aspecto actual se debe a una reestructuración de principios del siglo XVI, cuando en 1509 recibió el título de colegiata, y a las expansiones realizadas en el siglo XVIII (1779). El original estilo románico en el que se construyó la iglesia solo se observar en la parte posterior. La iglesia contiene valiosas obras de arte que abarcan un período histórico muy largo: desde finales de la Edad Media hasta el siglo XIX. Entre ellas destaca, un San José con el niño (1884) de Pietro Aldi,  que se encuentra dentro de la capilla de Nuestra Señora de los Dolores. La parroquia de San Nicolás, tiene unos 880 habitantes.[6]
- Iglesia de Santa María la Mayor, ubicada en Sovana, parece remontarse al siglo XII. Saqueada por los sieneses en 1410 y por los Pitiglianos en 1434, se modificó sustancialmente en el siglo XVI, cuando se construyó el Palacio del Archivo adyacente. Hasta el siglo XVII también había un campanario flanqueando la iglesia, y más tarde fue reemplazado por la vela que vemos hoy. En su interior se conservan obras de considerable interés: dos frescos, uno de la Crucifixión con San Antonio, San Lorenzo, San Sebastián y San Roque (1527) y otro de la Virgen y el Niño entronizados entre Santa Bárbara, Santa Lucia, San Sebastián y San Mamiliano (1508); una pintura con los cuatro evangelistas y la bendición eterna (siglo XVI); una virgen fragmentada con el niño y los santos San Rafael, San Tobias, San Mamiliano, San Antonio y Santa Lucia (siglo XVI); una crucifixión entre San Antonio Abad y el papa Gregorio VII (siglo XV); un interesante ciborio con cuatro columnas afiladas y un dosel decorado del siglo IX. La parroquia de Sovana tiene unos 460 habitantes.[7]
- Iglesia de San Bartolomé, ubicada en la aldea de Castell'Ottieri, fue construida a finales del siglo XVI por Sinolfo Ottieri, tesorero de Sixto IV. En su interior se conservan interesantes obras artísticas, entre las que destacan una Virgen en gloria entre los San Bartolomé y San Nicolás de Bari, fechada en 1590, y una serie de frescos atribuidos a la escuela de Nasini. La parroquia de Castell'Ottieri tiene alrededor de 300 habitantes.[8]
- Iglesia de San Juan Bautista decapitado, ubicada en el caserío de Elmo, alberga tres obras que anteriormente se encontraban dentro de la antigua iglesia del siglo XVI, hoy en estado de abandono: la Anunciación, la Virgen entronizada con los Santos y Los desposorios de la Virgen. La parroquia de Elmo tiene unos 200 habitantes.[9]
- Iglesia de Santa Caterina delle Ruote, antes conocida como Iglesia de San Juan Bautista, ubicada en la aldea de San Giovanni delle Contee, ya existía en la primera mitad del siglo XVII, cuando cambió su antiguo nombre por el que actualmente ostenta. La iglesia se reformó radicalmente entre 1835 y 1845, mientras que entre 1970 y 1985 se llevaron a cabo algunos trabajos de restauración. La parroquia de Santa Caterina tiene unos 568 habitantes.[10]
- Iglesia de San Valentino, ubicada en el pueblo de San Valentino, se remonta al siglo XV y fue renovada y ampliada entre finales del siglo XIX y principios del siglo XX. En su interior alberga algunas interesantes obras: una pila bautismal del siglo XV, una pila de agua bendita del siglo XVI y un crucifijo de madera del siglo XVIII. La parroquia de San Valentino tiene unos 360 habitantes.[11]
- Iglesia de San Quirico, ubicada en la aldea de San Quirico, fue construida en el siglo XVIII como capilla rural y se amplió a principios del siglo XX. La parroquia, dedicada a los santos Quirico y Giulitta, tiene alrededor de 950 habitantes.[12]
- Iglesia de San Andrés, ubicada en la aldea de Montebuono, se remonta al siglo XIII, pero sufrió numerosos cambios en los siglos posteriores. En 1998 se restauraron algunas pinturas conservadas en su interior: un Padre Eterno, una Virgen con Niño con Santo Domingo, San Andrés, Santa Catalina y San Pedro Abad, y San Andrés con la cruz. La parroquia de Montebuono tiene unos 340 habitantes.[13]
- Iglesia de San Jacobo, ubicada en la aldea de Montevitozzo, se remonta a la Edad Media y en el privilegio de 1188 se nombra como una capilla dedicada a la Santa Cruz. Reconstruida durante el siglo XVII, hoy en día está despojada de peculiaridades artísticas, ya que fue reconstruida entre los años sesenta y setenta del siglo XX. La parroquia de Montevitozzo tiene unos 300 habitantes.[14]

#### Iglesias menores
- Iglesia de Santa María del Águila, ubicada en Filetta al sur de Sorano, cerca de un manantial de aguas termales. La iglesia fue construida en la Edad Media durante la dominación de los Aldobrandeschi. La iglesia es de estilo gótico.
- Concatedral de San Pedro y San Pablo, ubicada en el pueblo de Sovana, es la antigua catedral de la diócesis de Sovana. Se remonta al siglo X. Fue construido por Gregorio VII en un edificio preexistente del siglo VI y la estructura ha permanecido casi sin cambios hasta hoy en día, excepto por la reconstrucción de la fachada en el siglo XIV y algunas reformas en períodos posteriores que no comprometieron las características originales. En 1999, se llevaron a cabo algunos trabajos de restauración, que permitieron hacer accesible nuevamente la cripta que alberga los restos de San Mamiliano. En el interior encontramos capiteles decorados con escenas bíblicas, así como pinturas de gran interés: una Virgen en gloria con San Benito y San Juan Gualberto (siglo XVI), una crucifixión de San Pedro (1671) de Domenico Manenti, una pintura devocional que representa a Santa María Egipciaca (1481) de Tommaso di Tomè di Onofrio, un fragmento de un fresco de San Francisco (siglo XV) de Carlo di Giovanni, una pila bautismal en mármol travertino fechada en 1494 y un lienzo del Sagrado Corazón de Jesús de Maria Pascucci.
- Iglesia de San Mamiliano, ubicada en Sovana, probablemente se remonta al siglo IV y ha albergado los restos de San Mamiliano desde 1460 hasta 1776. Desde hace un tiempo reducida ruinas, en 1986 se llevaron a cabo algunas obras de consolidación de los muros perimetrales y, a partir de 2004, se llevaron a cabo una serie de restauraciones, que se completaron en 2012 con la inauguración del museo de San Mamiliano.
- Ermita de Sovana, se remonta a la Alta Edad Media y se encuentra cerca de la zona arqueológica al sur del centro de Sovana, en la carretera que conduce a San Martino sul Fiora. Su actual actual es ruinoso.
- Iglesia de Santa María, situada en Castell'Ottieri, fue construida durante el siglo XVII como oratorio. Se reformó a finales del siglo XIX.
- Iglesia de la Virgen del Cerro, ubicada en Montebuono, fue construida entre finales del siglo XVII y principios del siglo XVIII, en memoria de un milagro ocurrido en el punto donde se construyó el edificio religioso: la aparición de una tabla que representaba a la Virgen en una rama. Cada vez que el árbol se movía, volvía misteriosamente a posicionarse sobre su copa. La iglesia fue restaurada en 1982.
- Iglesia de la Inmaculada Concepción, pequeño edificio religioso ubicado en Montevitozzo, parece una capilla rural con una fachada a dos aguas y un rosetón central. la Madonna col Bambino tra i santi Stefano, Lorenzo e Giovanni Battista y l'Eterno Padre.
- Iglesia de Santa Ana, ubicado al sur de Sorano, cerca del Cerreto, tiene orígenes medievales, pero entre finales del siglo XIX y principios del siglo XX comenzaron una serie de obras que llevaron a la transformación de la iglesia en un almacén. En una pared lateral hay un arco apuntado que atestigua el origen medieval tardío del edificio religioso primitivo.

#### Abadías, conventos y santuarios
- Abadía de Montecalvello, ubicada cerca de Elmo, es un complejo medieval que en origen fue construido como monasterio de la orden benedictina, conocida por haber sido residencia de Ildebrando Aldobrandeschi de Soana, que posteriormente se convertiría en el Papa Gregorio VII. Hoy en día el complejo es solo unas ruinas.
- Convento del Belvedere, es la antigua estructura de un convento, que anteriormente ermita. Situado al sur de Sorano,se transformó en complejo rural antes del siglo XVIII, tras ser definitivamente abandonado por los frailes. Hay algunos elementos que dan testimonio del uso religioso original de la estructura.
- Santuario de la Virgen del Cerreto, ubicado en la aldea de Cerreto, su construcción comenzó a partir de 1854, como recordatorio del lugar exacto donde, el 19 de mayo de 1853, se apareció la Virgen a la joven pastora Veronica Nucci. En memoria de este suceso, se anexó la capilla del lado izquierdo a principios del siglo XX.

#### Capillas

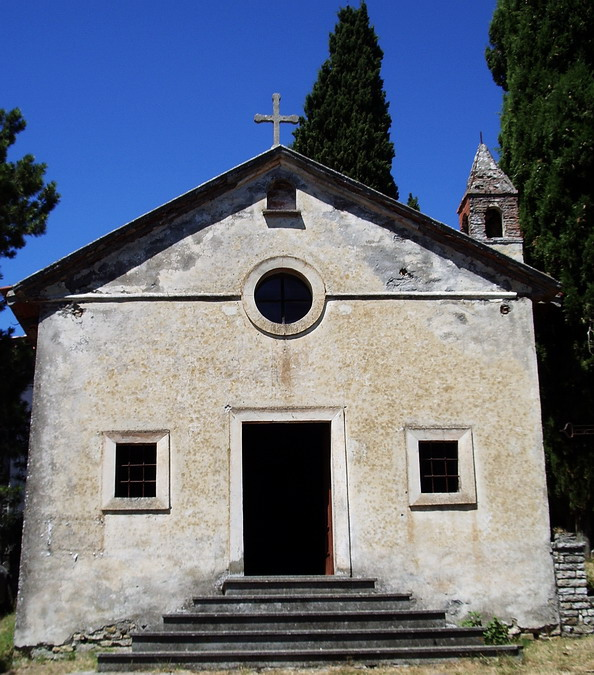
Iglesia de la Inmaculada Concepción de Montevitozzo

- Capilla de la Virgen del Buen Consejo, pequeña iglesia de orígenes medievales que se encuentra incorporada en algunos edificios del casco antiguo de Sorano. Fue completamente remodelada durante el siglo XIX.
- Capilla de Santa Bárbara, ubicada dentro de la Fortaleza Orsini, fue la capilla de dicha fortaleza y fue utilizada por la familia Orsini para rezar de forma privada y participar en los servicios religiosos que se celebraban allí. Se sometió a una serie de restauraciones en los años setenta del siglo XX.
- Capilla de San Sebastián, ubicada cerca de Sovana, es de origen incierto (Edad Media o principios del siglo XVII) y se encuentra dentro del parque arqueológico de la ciudad de Tufo.
- Capilla de Santa Maria, situada en la aldea de Montorio, fue construida en estilo neogótico durante el siglo XIX, en sustitución de la antigua parroquia medieval demolida después de años de abandono.
- Capilla de San Antonio Abad, capilla rural ubicada en Marcelli, cerca de Montevitozzo.
- Capilla de la Santísima Trinidad, ubicada en la ciudad de Pratolungo, cerca de San Valentino, es la noble capilla de la propiedad del siglo XVIII donde se encuentra. Durante el siglo XIX perteneció a la familia Bianchi, antes de ser vendida a Finetti Piccolomini a principios del siglo siguiente.
- Capilla de Montignano, capilla rural que data de 1845, ubicada en la localidad homónima, que se encuentra en el extremo oriental del área municipal, cerca de la Casone di Pitigliano y la frontera con la provincia de Viterbo.

##### Gueto judío
Sorano aun conserva el gueto judío, que está ubicado en la calle homónima, donde se sabe que también existió una sinagoga y el Forno delle Azzime. Existe otra sinagoga, hoy transformada por la administración local en centro de exposiciones y exhibiciones, se encuentra en la "via Selvi" y se remonta una época anterior al establecimiento del gueto, ya que un hubo un asentamiento 50 o 60 años antes.
El gueto fue establecido por la familia Medici en 1619 después de que los territorios del Condado de Pitigliano y Sorano fueran intercambiarados por los del condado de Monte San Savino por la familia Orsini y la propia familia Medici.
La comunidad judía abandonó Sorano a principios del siglo XX. Después de la II Guerra Mundial, el gueto de Sorano se dirigió hacia una fase de degradación sin precedentes que alcanzó su punto máximo y un abandono total hacia principios de los años noventa. Fue en ese momento cuando, gracias a una acción dirigida por la Administración Municipal de la época, se inició un cambio de tendencia que también involucró a inversores privados, quienes llevaron a cabo una cuidadosa restauración y reurbanización de todos los edificios del gueto, devolviéndolo a su antiguo esplendor.
Algunas rastros que recuerdan la presencia de la comunidad judía en Sorano todavía pueden verse en las puertas del  hotel "Locanda Aldobrandeschi", al lado del que todavía hay una antigua edificio. Este edificio se usó para almacenar el trigo dado como garantía en el llamado "préstamo de trigo". En la entrada del gueto también se aprecian signos de las bisagras donde giraba la puerta que cerraba el gueto al anochecer y que luego se volvía a abrir a la mañana siguiente.

### Arquitectura civil
- Palacio Orsini, antiguo palacio de la familia Orsini, cuyo núcleo original se remonta al siglo XIII, fue remodelado en 1552 a instancias de Nicolás IV. Después de sucesivas modificaciones, se dividió en varias partes a principios del siglo XX.
- Palacio del Archivo, ubicado en el pueblo de Sovana, en la céntrica Plaza del Pretorio, se remonta al siglo XII y fue la residencia del giusdicente después de 1411. En 1676 ya fue nombrado sede del archivo de la comunidad. Tiene un reloj en la fachada.
- Palacio Pretorio, ubicado en la Plaza del Pretorio en el pueblo de Sovana, junto a la logia del Capitán, parece que se remonta al siglo XII. Ha quedado atestiguado que en 1208 ya era la residencia de Aldobrandino VIII. El palacio fue restaurado posteriormente por los sieneses después de 1413, mientras que en 1676 se reconvirtió en prisión. Hoy acoge una exposición del polo del museo Sovana.
- Palacio Bourbon del Monte, ubicado en Sovana, en la Plaza del Pretorio, fue construido en 1558 a instancias de Cosme I. Fue la residencia de la familia Bourbon del Monte, feudatoria de la comuna de San Martino sul Fiora. Quedó en ruinas durante el siglo XIX, hasta que en los años sesenta del siglo XX el edificio fue comprado por el profesor Luciano Ventura, quien comenzó una obra de restauración conservadora que comenzó en 1968 y terminó quince años después.
- Palacio Vescovile, situado en Sovana, hay constancia de su existencia en el siglo VII, pero hacia finales del siglo XIV ha sufrido una serie de reformas que han cambiado su apariencia original. Adosada a la concatedral de San Pedro y San Pablo, fue modificada posteriormente entre 1439 y 1446 y fue la residencia del obispo de la diócesis hasta 1777, cuando la sede se trasladó a Pitigliano.
- Casa natal del papa Gregorio VII, situada en Sovana en la Via di Mezzo, es un edificio simple de origen medieval, con paredes completamente cubiertas de bloques de toba. En su interior se encontraba el museo de malacología terrestre.
- Casa Real, ubicada en la aldea de San Giovanni delle Contee, uno de los pocos edificios de origen medieval que quedan en el pueblo, fue la antigua residencia de Ottieri. Muy característico es su portal arqueado, donde hay un bajorrelieve con una cabeza antropomórfica.
- Cortilone, situado cerca del Masso Leopoldino, en la via della Rocca. El complejo una vez albergó los antiguos graneros y ahora se ha convertido en la sede de diversas iniciativas culturales.
- Villa Orsini, ubicada en el pueblo de Montevitozzo, es una villa fortificada del Renacimiento. El edificio está ubicada en centro de la plaza principal y, aunque modificada, conserva algunos elementos estilísticos originales.

### Arquitectura militar

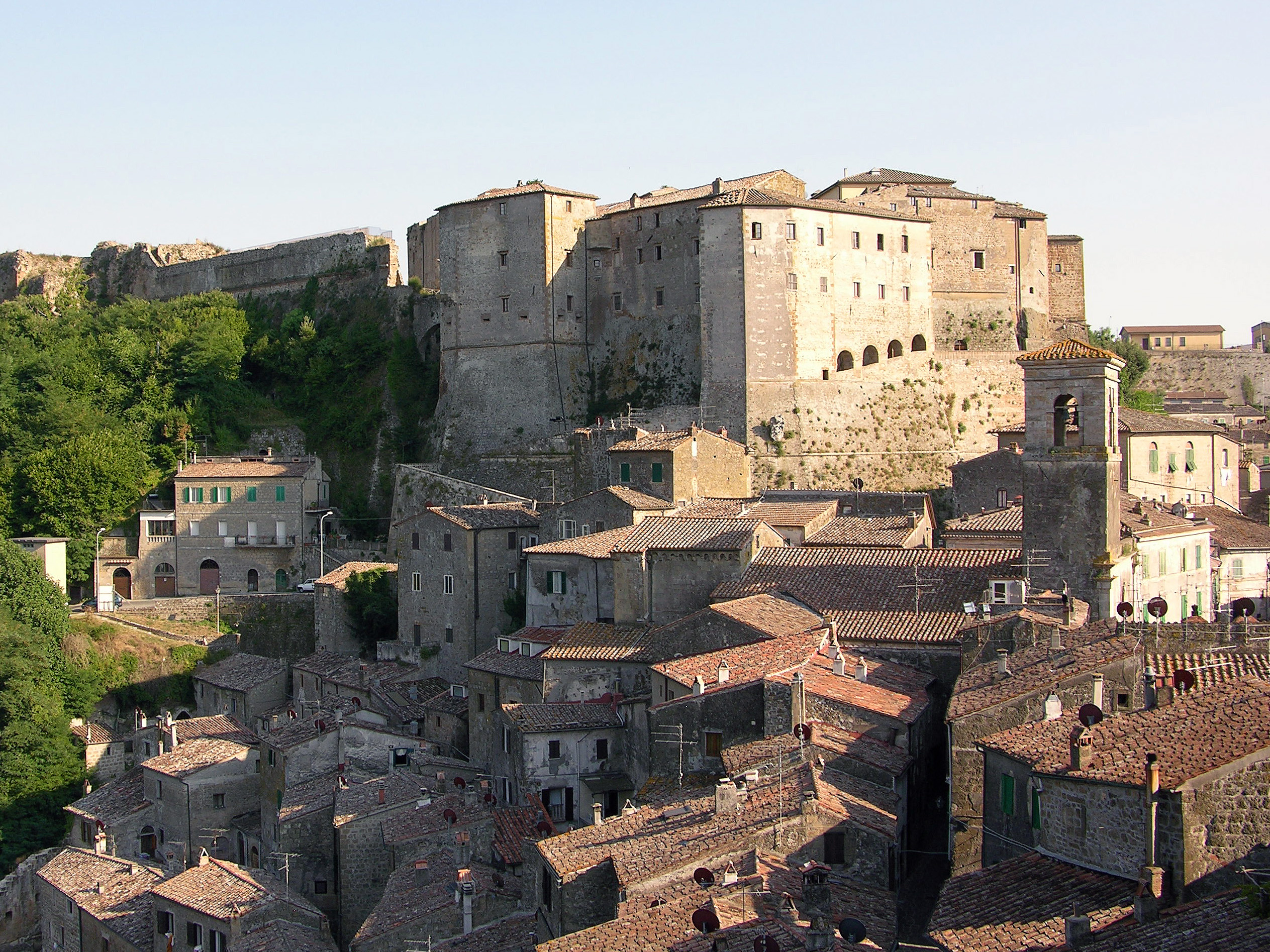
El Palacio Orsini dominando la ciudad.

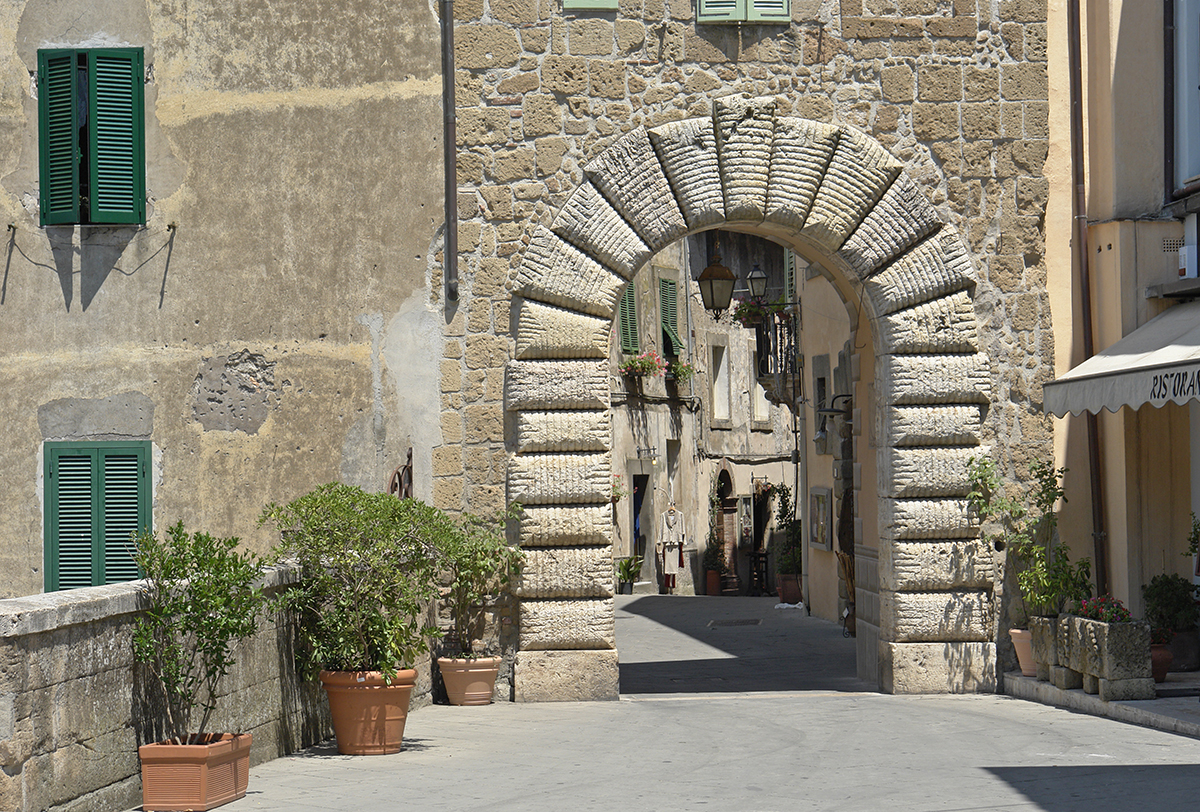
Puerta de Arriba

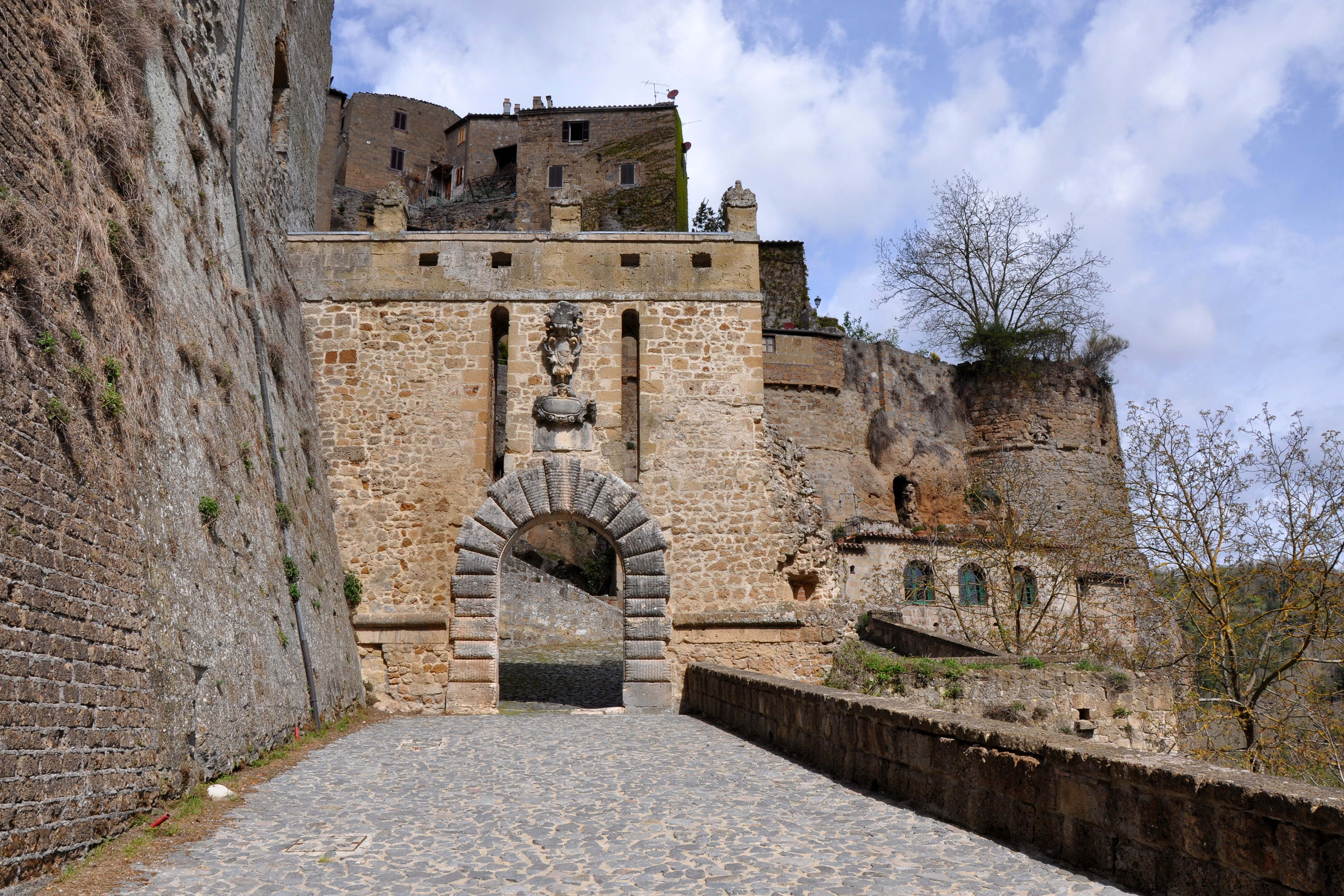
Puerta de las Almenas

#### Murallas
- Murallas de Sorano: esta fortificación constituía el sistema defensivo del pueblo. Construidas durante el período medieval, en algunos puntos han sido usadas como paredes de algunos edificios del centro histórico, dándole continuidad en los puntos donde el acantilado de toba constituía un baluarte defensivo natural.
  - Puerta de Arriba, también llamada arco de Ferrini, es una de las dos puertas de entrada al pueblo de Sorano y, en el lado exterior, está precedida por una plaza en cuyo lado izquierdo hay un suerte de logias desde las cuales hay una panorámica espectacular. Se encuentra al pie de la fortaleza de Orsini, y una vez cruzada, se ingresa al núcleo histórico de Sorano, caracterizado por sus estrechos callejones, que se adaptan a los desniveles del acantilado. Tan pronto se cruza la puerta, se accede a la Via Selvi, que es la calle donde se desarrollan las principales actividades comerciales y artesanales del centro histórico, así como la que puede considerarse la primera sinagoga de Sorano. Cada año, entre el 10 y el 20 de agosto, desde la puerta, a lo largo de la Via Selvi y hasta llegar a la parte baja del centro histórico, cerca de la Puerta de las Almenas, hay un mercado de artesanía de objetos locales, de Sarnan y Maremma.
  - Puerta de las Almenas, también llamada Puerta de Abajo, se encuentra a los pies del Masso Leopoldino. Tiene un arco de piedra con un escudo de armas en el centro. En ambos lados de la puerta, las aberturas verticales para las cadenas del puente levadizo son todavía visibles. Después de pasar la puerta desde el centro histórico hacia el exterior del pueblo, diríjase hacia el río Lente, que fluye justo debajo del pueblo medieval de Sorano, y que es considerado un cauce de alto valor natural, ambiental, histórico-cultural y arqueológico.
- Murallas de Sovana, constituyen el sistema defensivo de la aldea de Sovana. Erigidas en tiempos etruscos para proteger el asentamiento original, se ampliaron y fortificaron aún más durante el período medieval. Actualmente solo se conservan algunos restos.
- Murallas de Montorio, Murallas medievales, construidas para proteger el pueblo de Montorio, con el castillo del mismo nombre incorporado en la esquina sureste del perímetro de la muralla.

#### Castillos y fortificaciones
- Fortaleza Orsini, diseñada por el arquitecto Anton Maria Lari a instancias de Nicolás IV, la fortaleza, construida en el lugar de la antigua fortaleza aldobrandesca, se completó en 1552, como lo atestigua una placa colocada en el portal. Imponente fortificación capaz de resistir los asedios más largos y agotadores, se compone de una torre central con un patio de armas conectado a dos bastiones, dedicados a San Marcos (este) y San Pedro (oeste) respectivamente. Estas dedicatorias se deben a Venecia y Roma, de las que ambos santos son patronos, y a las que la familia Orsini estaban más vinculadas. En el siglo XIX se hicieron algunos cambios a la estructura y se demolieron parte de sus muros para permitir la construcción del imponente Palacio Ricci Busatti, entonces propiedad de Ilari y hoy una escuela secundaria de lingüística. En 1967 se comenzaron importantes trabajos de restauración, y desde 1996 sus salas albergan el museo de la Edad Media y el Renacimiento.
- Masso Leopoldino, fortificación característica que domina la ciudad de Sorano al lado opuesto de la Fortaleza Orsini, desde el punto de vista defensivo es el puesto de avanzada del extremo noroeste de las murallas. Construida en la Edad Media. antes que la fortaleza Orsini, fue restaurada por la familia Lorraine durante el siglo XIX, tras una serie de derrumbes. Está rodeada por muros de gran altura con una torre de vigilancia que se eleva en uno de los lterales. Actualmente el Masso es una de las atracciones turísticas más importantes del centro histórico de Sorano.
- Castillo de Montorio, ubicado en la aldea de Montorio, se encuentra en una posición angular a lo largo de las paredes. Conserva algunas partes de la estructura medieval original.
- Castillo de Sopano, castillo de origen medieval, del que se conservan imponentes ruinas donde se aun se distinguen sus grandes torres, que se elevan en las laderas norte del cerro, en cuya ladera opuesta se alza Montorio. Probablemente, el castillo se utilizó como puesto de vigilancia del valle de Stridolone, hacia San Juan delle Contee.
- Fortaleza aldobrandesca de Sovana, construida alrededor del año mil sobre edificaciones etruscas preexistentes, como sede y símbolo del poder de la familia Aldobrandeschi, permaneció abandonada desde finales del siglo XIII, y posteriormente fue restaurada durante el siglo XV por los sieneses. Con su anexión al Gran Ducado de Toscana en el siglo XVI, Cosme I de Medici llevó a cabo algunas renovaciones que, sin embargo, no impidieron el abandono posterior y el consiguiente deterioro de la estructura. Hoy las ruinas monumentales de la fortaleza son claramente visibles.
- Fortaleza aldobrandesca de Castell'Ottieri, construida durante el siglo XII por la familia Aldobrandeschi, fue completamente reconstruida en el siglo XV por la familia Ottieri, que la convirtió en la sede de su condado. La fortificación sufrió una serie de restauraciones en el siglo pasado.
- Fortaleza de Fregiano, ubicado cerca de San Valentino, fue construido en el período medieval y en los siglos posteriores fue motivo de disputa entre los señores locales de Ottieri y Baschi. Aparece hoy en forma de ruinas.
- Fortaleza de Montevitozzo, conocida como la Roccaccia, fue construida en la Edad Media como propiedad de la familia Aldobrandeschi y, a lo largo de los siglos, fue disputada por los Ottieri, Orvieto, los Sienese y finalmente por la familia Orsini. Solo quedan las ruinas.

### Sitios arqueológicos

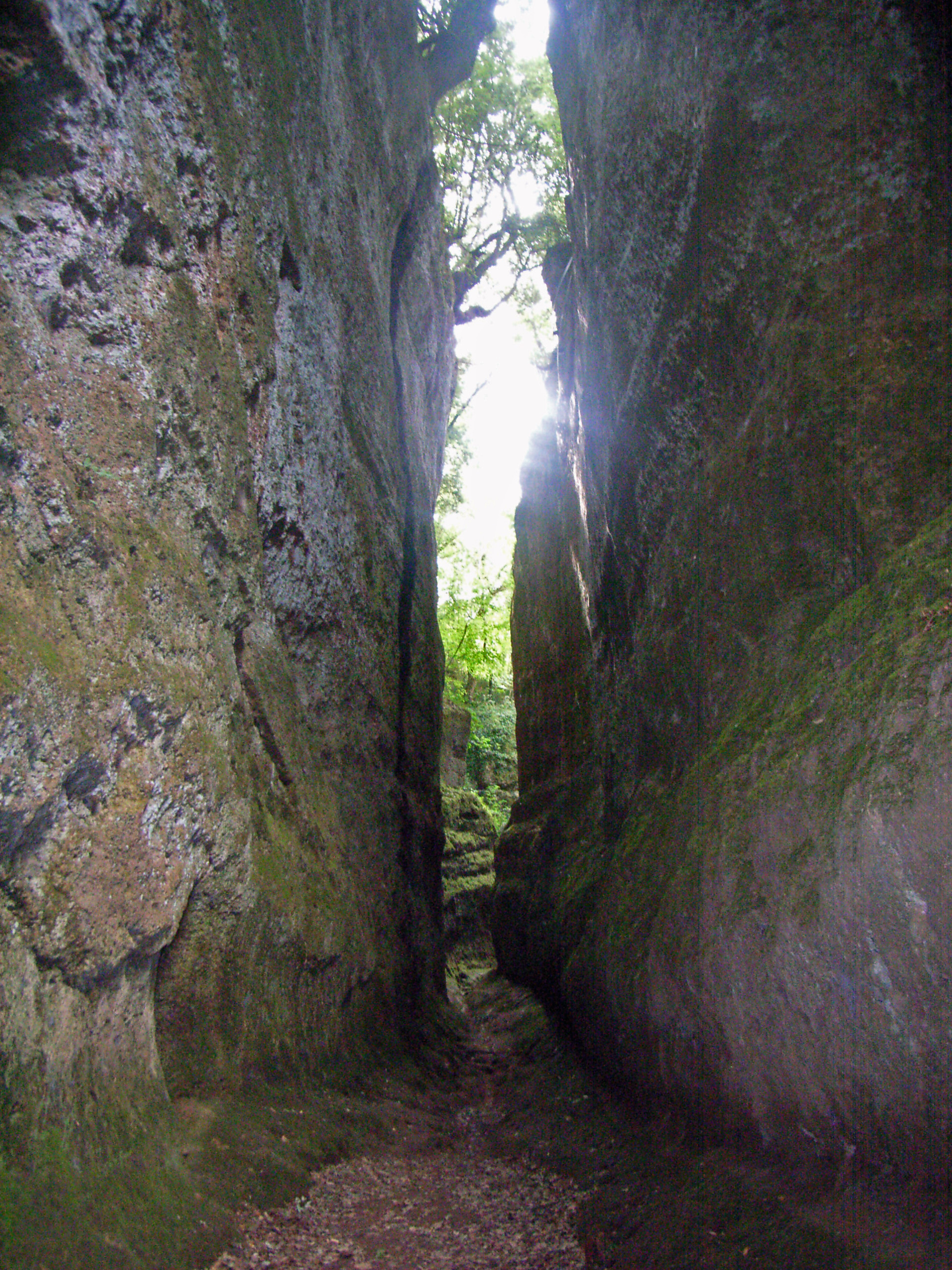
Via Cava nella Necropoli di Sovana

- Parque Arqueológico Ciudad del Tufo, conjunto arqueológica que se extiende en una vasta zona entre Sorano y Sovana. Incluye varias necrópolis etruscas dispersas por todo el territorio y conectadas entre sí por una red de carreteras evocadora, que se desarrolla entre desfiladeros de toba. Estas carreteras se llaman Vie Cave o Cavoni.
  - Primer Sector: Poggio Felceto (Tumba Ildebranda), Poggio Prisca (Tumba de Pola y Demonio Alado), Poggio Stanziale (Tumba del Tifón), il Cavone.
  - Segundo Sector: Necrópolis de Sopraripa, Tumba de la Sirena, Vie Cueva de San Sebastián.
  - San Roque (asentamiento rupestre).
  - Vitozza: Antigua ciudad, que se presenta en forma de asentamiento entre rocas, ubicada en el municipio de Sorano, a un par de kilómetros al noroeste de la ciudad de San Quirico. El asentamiento que fue inicialmente construido como castillo durante la Edad Media, fue abandonado a finales del siglo XVIII. Actualmente encontramos los restos de dos fortalezas, una iglesia parroquial y un asentamiento rupestre característico, así como numeroso grupo de nichos de enterramiento.

## Sociedad

### Evolución demográfica
| Gráfica de evolución demográfica de Sorano entre 1861 y 2001 |
|                                                              |
| Fuente ISTAT - elaboración gráfica de Wikipedia              |

### Distribución demográfica
| Fraccióni                 | Habitantes (2011) | Altitud |
| ------------------------- | ----------------- | ------- |
| Sorano (capital)          | 779               | 379     |
| San Quirico               | 476               | 486     |
| San Giovanni delle Contee | 192               | 470     |
| Castell'Ottieri           | 163               | 472     |
| Sovana                    | 122               | 291     |
| Montevitozzo              | 114               | 668     |
| San Valentino             | 52                | 530     |
| Elmo                      | 39                | 510     |
| Montebuono                | 28                | 519     |
| Cerreto                   | 16                | 467     |
| Otras localidades         | 1615              | -       |

### Grupos étnicos y minorías extranjeras
Según los datos de ISTAT, a 31 de diciembre de 2009, la población extranjera residente era de 232 personas. Las nacionalidades más representadas en función de su porcentaje del total de la población residente fueron:
- Marruecos, 84 - 2,29%
- Rumanía, 72 - 1,96%

## Cultura

### Educación

#### Bibliotecas
La biblioteca municipal Manfredo Vanni se encuentra en la Fortaleza Orsini y forma parte del sistema de bibliotecas provinciales de Grosseto. Fue inaugurada el 11 de marzo de 1978 y tiene un patrimonio de libros que alcanza unos 3500 volúmenes.
Cerca de la fracción de Montebuono, en las instalaciones de las antiguas escuelas primarias, se encuentra la pequeña biblioteca Romano Scali, inaugurada el 29 de junio de 2010.

#### Museos
El municipio de Sorano tiene tres museos que forman parte de la red provincial de Museos de Maremma:
- Museo del Medievo y del Renacimento
- Parque Arqueológico Ciudad del Tufo
- Museo Estatal de Sovana

### Gastronomía
- Cialdino del Tufi, dulce típico de las fracciones de Sovana y Pitigliano.

### Cine
- Francesco, giullare di Dio (1950): Sovana
- Domani accadrà (1988): Sovana
- Le meraviglie (2014): San Quirico, Sovana[20]

## Geografía antrópica

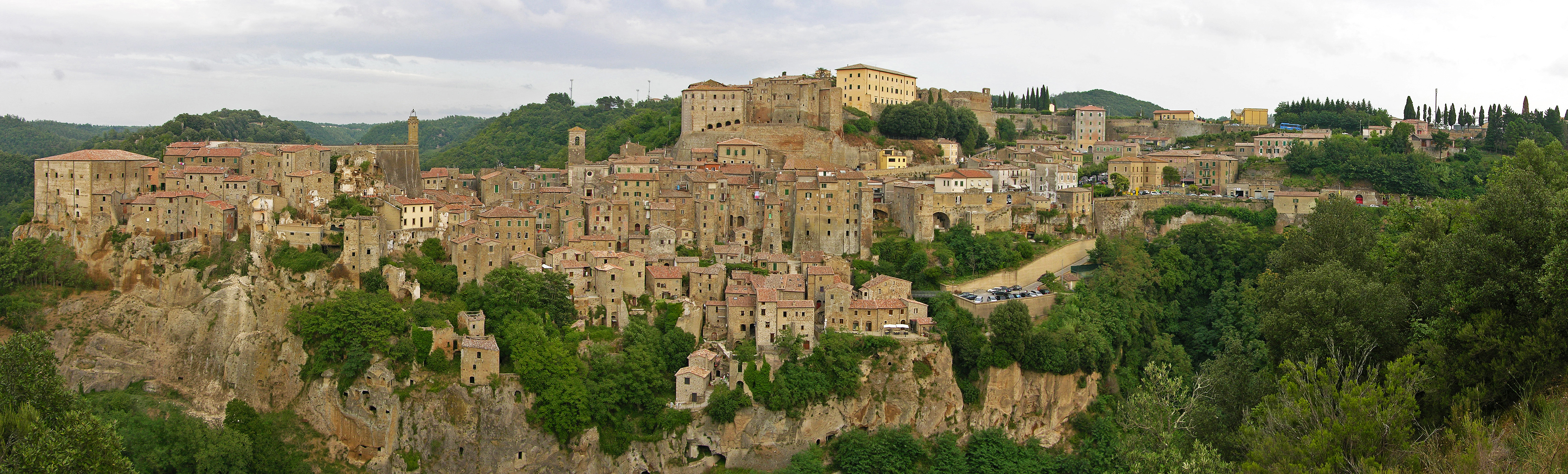
Panorámica de San Roque

### Urbanismo
El pueblo de Sorano se alza de forma pintoresca sobre un escarpado acantilado que presenta diversas diferencias de desnivel. El pueblo también se caracteriza estar formado por un laberinto de callejones, patios, arcos, portales rústicos, escaleras externas, logias y bodegas excavadas en la toba, donde en el pasado se llevaban a cabo las diferentes fases de la cosecha. Alrededor del centro histórico, Sorano, tiene un área urbana pequeña, desarrollada cuidadosamente desde los años sesenta del siglo XX gracias a las intervenciones en planificación urbana. Desde un punto de vista urbano-arquitectónico, el área 167, hecha de toba y comúnmente llamada Case Nuove, es un intento de fusionar la arquitectura contemporánea y las necesidades modernas con el entorno urbano con un contexto antiguo bien establecido. El barrio fue construido entre 1969 y 1976 por la IACP de la provincia de Grosseto, en un proyecto de Lanfranco Benvenuti, Paolo Borghi y Luigi Rafanelli. Entre los edificios más importantes se encuentran el condominio-torre de Viale Brigate Partigiane, como el edificio de arquitectura moderna más representativo que se observa en el horizonte de Sorano.

### Subdivisiones históricas
Históricamente, el centro de Sorano ha utilizado diversas denominaciones para diferenciar sus barrios y distritos. Los principales distritos de Sorano son los siguientes:
- Borgo , el primer asentamiento y el distrito más antiguo de Sorano, se encuentra al oeste del Masso.
- Cotton , del latín  cos, cotis  (piedra).
- Ghetto , un barrio que tomó este nombre después de 1619 cuando se estableció el gueto judío de la ciudad.
- Merli , un distrito que lleva este nombre porque está ubicado cerca de la Puerta de las Almenas (Porta dei Merli).
- Poio , del latín  podium  (poggio), se ubica en la cima de la colina de tufo sobre la que se encuentra Sorano.

También existen otras pequeñas zonas del centro histórico que poseen su propio topónimo:  Cantinone ,  Casalino ,  Cateratta ,  Cimitorio ,  Lazzaretto  ,  Ospedale ,  Padella ,  Pianello ,  Portone ,  Rigone ,  Roccavecchia ,  Rovine  y  Sotto l'Arco ' '. En los antiguos documentos del municipio podemos leer la existencia de estos antiguos topónimos ahora desaparecidos, como la  Contrada delle Scalette  (siglo XVII) y la  Contrada della Porta di Sotto  (siglo XVII) para nombrar el actual Merli, más tarde se convirtió en "Contrada di Porta Nuova" (siglo XVIII). Además, la actual Via Petrella era conocida como la "contrada dell'Arco" (siglo XVIII), mientras que la Plaza Manfredo Vanni con parte de la Via Roma formó el llamado "Campo de 'Fiori" (siglo XIX ).

### Fracciones
- Castell'Ottieri, ubicada en la parte norte del municipio de Sorano, a lo largo del valle del torrente Stridolone. La localidad fue construida en la Edad Media como subfeudo de un vasallo de origen germano y más tarde se convirtió en la posesión de los señores de Montorio. En la segunda mitad del siglo XIII estuvo temporalmente bajo control de Orvieto. Más tarde, la familia local Ottieri llegó al poder, convirtiéndose en el principal centro y capital de su pequeño condado.
- Cerreto, pequeño pueblo rural, es conocido por el Santuario de la Virgen del Cerreto, frecuentado por peregrinos y vinculado a una aparición mariana.
- Elmo, subfeudo que el Gran Duque Cosme III erigió en el condado con el nombre de Ermo Vivo en 1707, y cedió a Tommaso y Marcello Cervini, sobrinos del obispo de Montepulciano.
- Montebuono, fracción ubicada en el extremo occidental del territorio municipal en una colina cerca del Fiora. Fue fundada a principios del siglo XIV, cuando el antiguo castillo fue el centro de una disputa entre los Aldobrandeschi y el Papa Bonifacio VIII.
- Montevitozzo, territorio de los Aldobrandeschi que en 1284 fue subyugado al municipio de Orvieto. En el siglo XV quedó bajo control de los sieneses, a raíz de los acuerdos con los Ottieri y la renuncia simultánea de la ciudad de Orvieto a sus ambiciones expansionistas anteriores. Posteriormente, la República de Siena vendió la zona a la familia Orsini de Pitigliano, que lo incorporó a su condado.
- Montorio, fracción ubicada en la parte noreste del territorio municipal, inicialmente una finca de los Aldobrandeschi que la familia cedió al Ottieri. Permaneció hasta 1616 en el condado de Ottieri y posteriormente pasó al Gran Ducado de Toscana.

- San Giovanni delle Contee, situado en el extremo norte de la frontera del territorio municipal de Sorano, debe su nombre a la Iglesia de San Juan Bautista (San Giovanni Battista) y al antiguo contexto geopolítico entre la jurisdicción del Condado de Sovana aldobrandesca, el Condado de Orsini de Pitigliano y el pequeño Condado de Ottieri, dentro de un área que limita con los territorios cercanos de Siena y Orvieto. Después de varias y continuas disputas, se convirtió en parte del condado de Ottieri, siguiendo su destino hasta su extinción con la incorporación al Gran Ducado de Toscana.
- San Quirico, fracción antiguamente denominada San Quirichino, para distinguirla de San Quirico d'Orcia. Cerca de la aldea se encontraba la antigua ciudad medieval de Vitozza, de la que ahora quedan algunas ruinas.
- San Valentino, pequeña fracción cerca de la cual se encontraron algunas tumbas etruscas-romanas. Al suroeste de la aldea se encuentra también la Fortaleza de Fregiano.
- Sovana, antigua capital del condado homónimo, se desarrolló durante la Edad Media en las proximidades de la necrópolis etrusca preexistente, bajo el control de la familia Aldobrandeschi. Alrededor del año 1000 se construyó el castillo y, aún en la época medieval, se convirtió en un municipio libre y dio a luz a Ildebrando de Sovana, que más tarde se convertiría en el Papa Gregorio VII. Tanto la necrópolis etrusca como el centro histórico hacen de Sovana uno de los sitios arqueológicos e histórico-artísticos más importantes de la Toscana y de Italia.

### Otras localidades del territorio
La zona está salpicada de numerosos pueblos rurales de unas pocas casas que gravitan alrededor de uno o más pueblos vecinos. Los principales son: Casa della Fonte, Casa Faini, Casa Pennacchi, Casa Sbraci, Casa Topi-Gabrielli, Caso Giovagnoli, Caso Mariotti, Caso Orienti, Caso Rocchi, Caso San Leopoldo, Casetta, Cerretino, Cavalieri Cavalieri, Il Poderetto, Il Poggio , La Dispensa, Le Capannelle, Le Pianacce, Le Porcarecce, Marcelli, Montesorano, Pantagnone, Pratolungo, Ronzinami, Sant'Anna, Sordino y Valle Castagneta.

## Infraestructuras y transportes
El territorio municipal de Sorano no cuenta con estaciones de ferrocarril o vías de gran comunicación en su territorio municipal. Las carreteras principales son las carreteras provinciales: entre las más importantes están la ruta provincial 4 Santa Fiora-Pitigliano, la ruta provincial 12 San Quirico y la carretera provincial 22 Sovana.

## Administración
| Periodo | Periodo    | Nombre           | Partido                           | Puesto  |
| ------- | ---------- | ---------------- | --------------------------------- | ------- |
| 1995    | 2004       | Ermanno Benocci  | Centro                            | Alcalde |
| 2004    | 2014       | Pierandrea Vanni | Centro                            | Alcalde |
| 2014    | Actualidad | Carla Benocci    | Lista Cívica de Comunes de Sorano | Alcalde |

## Deportes
Los principales clubes de fútbol del territorio municipal son el G.S. Sorano A.S.D. y la U.S. San Quirico, ambos militantes en la prima categoria.